# Tomáš Netík
Tomáš Netík (* 28. April 1982 in Prag, Tschechoslowakei) ist ein ehemaliger tschechischer Eishockeyspieler, der mit dem HC Sparta Prag dreimal tschechischer Meister wurde.

## Karriere

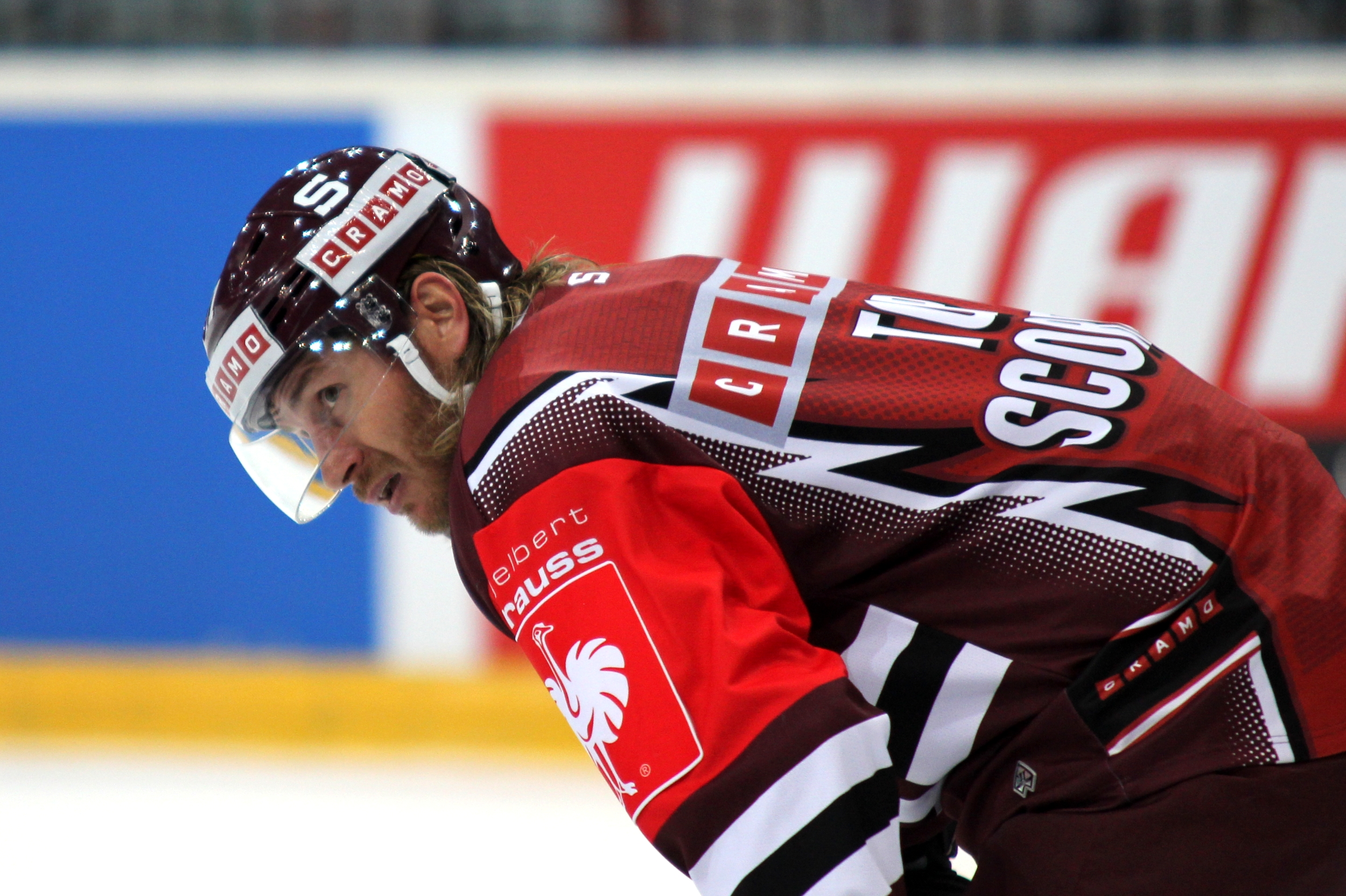
Netík im Trikot des HC Sparta Prag (2015)

### National
Tomáš Netík begann seine Karriere als Eishockeyspieler beim HC Sparta Prag, für den er bereits im Nachwuchsbereich aktiv war. Beim CHL Import Draft 2000 wurde er von den Medicine Hat Tigers in der ersten Runde als insgesamt 33. Spieler ausgewählt, kehrte aber bereits nach drei Spielen der Western Hockey League den Rücken und nach Prag zurück. Für Sparta gab der Angreifer in der Saison 2000/01 sein Debüt in der tschechischen Extraliga, als er in sechs Spielen punkt- und straflos blieb. Nachdem er 2002 erstmals in seiner Laufbahn Tschechischer Meister wurde, wechselte Netík während der Saison 2002/03 zum HC Slovan Ústí nad Labem aus der zweitklassigen 1. Liga, für den er die folgenden beiden Spielzeiten aktiv war. Parallel zum Spielbetrieb in der 1. Liga gehörte Netík in der Saison 2003/04 dem Kader des HC Energie Karlovy Vary aus der Extraliga an.
Vor der Saison 2004/05 kehrte Netík zum HC Sparta Prag zurück, für den er seitdem spielt. Mit Sparta gewann er 2006 und 2007 jeweils die Meisterschaft, zudem war er im IIHF European Champions Cup 2008 mit vier Toren bester Stürmer, sowie mit sieben Scorerpunkten bester Scorer und wurde in das All-Star-Team gewählt.
Im Juni 2010 verließ er seinen Heimatverein und wurde vom HK ZSKA Moskau aus der Kontinentalen Hockey-Liga verpflichtet. Ein Jahr später wechselte er innerhalb der KHL zum HC Lev Poprad. Für Poprad absolvierte er 42 Partien in der KHL, ehe er Ende Januar 2012 an die Växjö Lakers ausgeliehen wurde.
Ab August 2012 stand Netík zunächst bei den Bílí Tygři Liberec aus der Extraliga unter Vertrag, ehe er im Oktober des gleichen Jahres von Neftechimik Nischnekamsk verpflichtet wurde. Die Saison 2013/14 begann er beim HC Slovan Bratislava, ehe er im Dezember 2013 zu Neftechimik zurückkehrte. Im Juni 2014 erhielt er erneut einen Vertrag beim HC Slovan.
Ab Juni 2015 stand er erneut beim HC Sparta Prag aus der tschechischen Extraliga unter Vertrag und erreichte mit Sparta 2016 die Vizemeisterschaft. Im Januar 2017 wurde er bis Saisonende an den HC Oceláři Třinec ausgeliehen, ehe er im Juni des gleichen Jahres zum KHL Medveščak Zagreb in die Österreichische Eishockey-Liga wechselte. 2018 zog es ihn zum HC Košice in die Slowakei und im Januar 2019 zum österreichischen HC Innsbruck, bei dem er die Saison beendete. Nach einigen Monaten der Vereinslosigkeit schloss er sich im Januar 2020 Karjalan Kopla an und gewann mit den Finnen die Staffel Savo-Karjala der II-divisioona. Anschließend beendete er seine Karriere.
Seit 2020 ist Netík als Nachwuchstrainer beim HC Sparta Prag beschäftigt.

### International
Für Tschechien nahm Netík an der U18-Junioren-Weltmeisterschaft 2000 teil, bei der er mit seiner Mannschaft den sechsten Platz belegte.
Ab 2006 wurde Netík bei Vorbereitungsspielen und Turnieren der Euro Hockey Tour im Herren-Nationalteam eingesetzt, schaffte es aber nie in einen Kader für eine Herren-Weltmeisterschaft.

## Erfolge und Auszeichnungen
| - 2002 Tschechischer Meister mit dem HC Sparta Prag - 2006 Tschechischer Meister mit dem HC Sparta Prag - 2007 Tschechischer Meister mit dem HC Sparta Prag - 2008 2. Platz beim IIHF European Champions Cup mit dem HC Sparta Prag - 2008 Bester Stürmer des IIHF European Champions Cup | - 2008 Topscorer des IIHF European Champions Cup - 2008 All-Star-Team des IIHF European Champions Cup - 2016 Tschechischer Vizemeister mit dem HC Sparta Prag - 2020 Gewinn der Staffel Savo-Karjala der II-divisioona mit Karjalan Kopla |